# Старе Пруси (Поморське воєводство)
Старе Пруси (пол. Stare Prusy, нім. Altpreußenfier) — село в Польщі, у гміні Черськ Хойницького повіту Поморського воєводства.
У 1975-1998 роках село належало до Бидгощського воєводства.